# 오스트리아의 행정 구역

다음은 오스트리아의 행정 구역에 관한 서술이다.